# Fred Wesley
Fred Wesley (Columbus, Geórgia, 4 de julho de 1943) é um trombonista americano de jazz e funk, conhecido por seu trabalho com James Brown que foi uns dos cantores mais famosos anos 60 e 70.
Durante as décadas de 60 e 70, foi integrante de algumas das bandas de James Brown, participando de composições como "Hot Pants" e da gravação de muitas músicas, incluindo "Say It Loud – I'm Black and I'm Proud" e "Mother Popcorn".
Seus solos brilhantes complementavam os do saxofonista Maceo Parker, dando o adendo instrumental às canções de R&B, soul e funk de Brown. Também nos anos 70, foi líder e diretor musical da banda The J.B.'s, fazendo muitas composições e arranjos para o grupo. Deixou a banda em 1975, e passou um tempo tocando com George Clinton, em seus projetos (Parliament/Funkadelic), inclusive gravando alguns dos álbuns do The Horny Horns.
Wesley se tornou um nome do jazz em 1978, quando entrou para a Count Basie Orchestra. Lançou o primeiro ábum como líder do grupo, To Someone, em 1988, seguido por New Friends em 1990, Comme Ci Comme Ca em 1991, Swing and Be Funky e Amalgamation em 1994.
No começo dos anos 90, Wesley fez um tour com os integrantes da banda James Brown, Pee Wee Ellis e Maceo Parker, com o nome de "JB Horns". Com a saída de Pee Wee Ellis, a banda se mudou o nome para "The Maceo Parker Band". Wesley foi o trombonista junto com Parker até 1996, quando formou sua própria banda, "The Fred Wesley Group".
Em sua carreira, tocou e criou arranjos para muitos outros artistas, tais como: Ray Charles, Lionel Hampton, Randy Crawford, Vanessa Williams, The S.O.S. Band, Cameo, Van Morrison, Socalled e De La Soul. Muitos outros têm se inspirado em seu trabalho desde então.
Em 2002, Wesley escreveu Hit Me, Fred: Recollections of a Sideman (ISBN 0-8223-2909-3), uma autobiografia sobre sua vida como sideman. Também em 2002, gravou um álbum chamado Cuda Wuda Shuda, com músicos de jazz que se auto-intitulam "The Fred Wesley Band".
Wesley foi professor adjunto na Escola de Música da Universidade da Carolina do Norte em Greensboro, no departamento de Jazz, de 2004 a 2006.